# 清治真人
清治 真人（せいじ まさと、1948年9月22日 - ）は、日本の国土交通技官。国土交通省河川局長や、技監、建設物価調査会理事長、東京建設コンサルタント代表取締役会長等を歴任した。

## 人物・経歴
北海道紋別郡興部町生まれ。北海道興部高等学校を経て、1971年北海道大学工学部土木工学科卒業、建設省入省、北海道開発局出向。1983年北海道開発局旭川開発建設部治水課長。中部地方建設局天竜川上流工事事務所長等を経て、1996年北海道開発庁水政課長。
建設省河川局治水課長、建設大臣官房技術調査課長等を経て、2001年中部地方整備局長。2003年国土交通省河川局長。2005年から技監を務め、技術の利活用にあたった。2007年札幌市長選挙に自由民主党・公明党の推薦で出馬し高橋はるみ北海道知事や泉誠二元北海道経済連合会会長らの支援も得たが次点で落選。
2009年建設物価調査会理事長。2015年東京建設コンサルタント代表取締役会長。2017年東京建設コンサルタント相談役。北海道河川財団評議員、日本沿岸域学会理事、日本河川協会常任理事、砂防フロンティア整備推進機構評議員、土木学会フェロー等も歴任した。平成30年秋の叙勲で瑞宝重光章受章。2019年度土木学会賞功績賞受賞。